# Straußenfeder

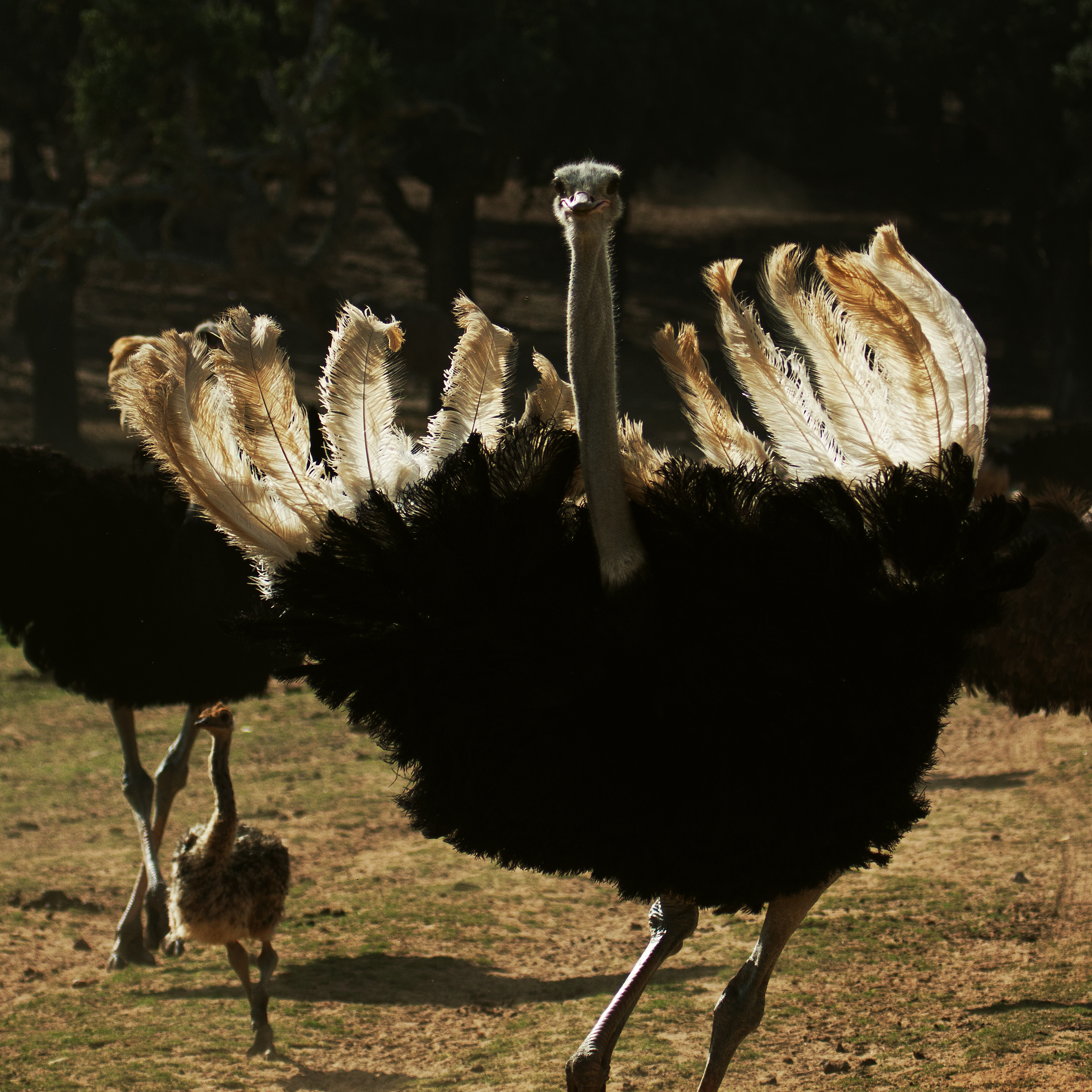
Ein Männchen des Afrikanischen Straußes präsentiert seine weißen Prachtfedern an den Flügelenden

Straußenfedern (auch Straußfedern) sind die Federn des Afrikanischen Straußes (Struthio camelus). Insbesondere werden darunter die weißen Schwanzfedern der Hähne und die ebenfalls weißen Handschwingen an den Flügelspitzen von Straußen beiderlei Geschlechts verstanden. Diese waren lange Zeit als schmückendes Accessoire begehrt und galten als die „vorzüglichsten Schmuckfedern“.

## Funktion
Strauße sind flugunfähig. Ihre Federn konnten daher im Laufe der Evolution andere Funktionen übernehmen. Die Hähne haben ein schwarzes Gefieder und sowohl an den Flügelenden als auch am Schwanz weiße Pracht- oder Schmuckfedern. Die grau-braun gefiederten Hennen haben an den Flügelspitzen ebenfalls weiße, am Schwanz grau-braune Schmuckfedern.
Die Schmuckfedern bildeten sich im Laufe der Evolution aus den nach dem Verlust der Flugfähigkeit funktionslos gewordenen Schwung- und Steuerfedern. Durch Spreizen der Flügel erhalten die Federn an den Flügelenden zusätzlich eine Funktion als Schattenspender bei großer Hitze.

## Verwendung

### Altertum
Straußenfedern waren seit dem Altertum ein beliebter Schmuck. Schon im 2. Jahrhundert v. Chr. lässt sich die Jagd auf Strauße belegen.
| H6 |

| H6 |

### Neuzeit

Rembrandt: Porträt einer Dame mit Straußenfeder (um 1660)

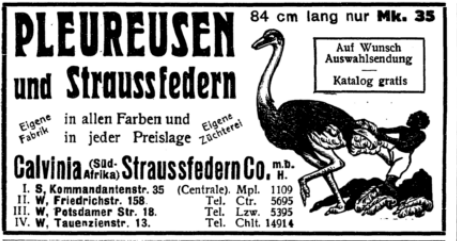
Pleureusen und Straussfedern (1912)

In Europa kamen Straußenfedern im 18. Jahrhundert als Hutschmuck insbesondere der reichen Damenwelt derart in Mode, dass die Jagd auf die Vögel solche Ausmaße annahm, dass bald der Bestand der Art bedroht war. Als schmückendes Accessoire waren von Natur aus weiße Straußenfedern besonders begehrt.
Nachdem frei lebende Strauße zu Beginn des 19. Jahrhunderts extrem selten geworden waren, begann man mit der Zucht dieser Tiere. Die erste Straußenfarm entstand 1838 in Südafrika. Bei der Zucht stand die Selektion auf gute Qualität der Federn im Vordergrund. Mit dem Ersten Weltkrieg brach der Federhandel ein; heute spielt die Gewinnung von Straußenfedern bei der Straußenzucht nur noch eine untergeordnete Rolle.
Straußenfedern werden aufgrund ihrer elektrostatischen Eigenschaften auch heute noch zur Herstellung von Staubwedeln oder technischen Bürsten verwendet.

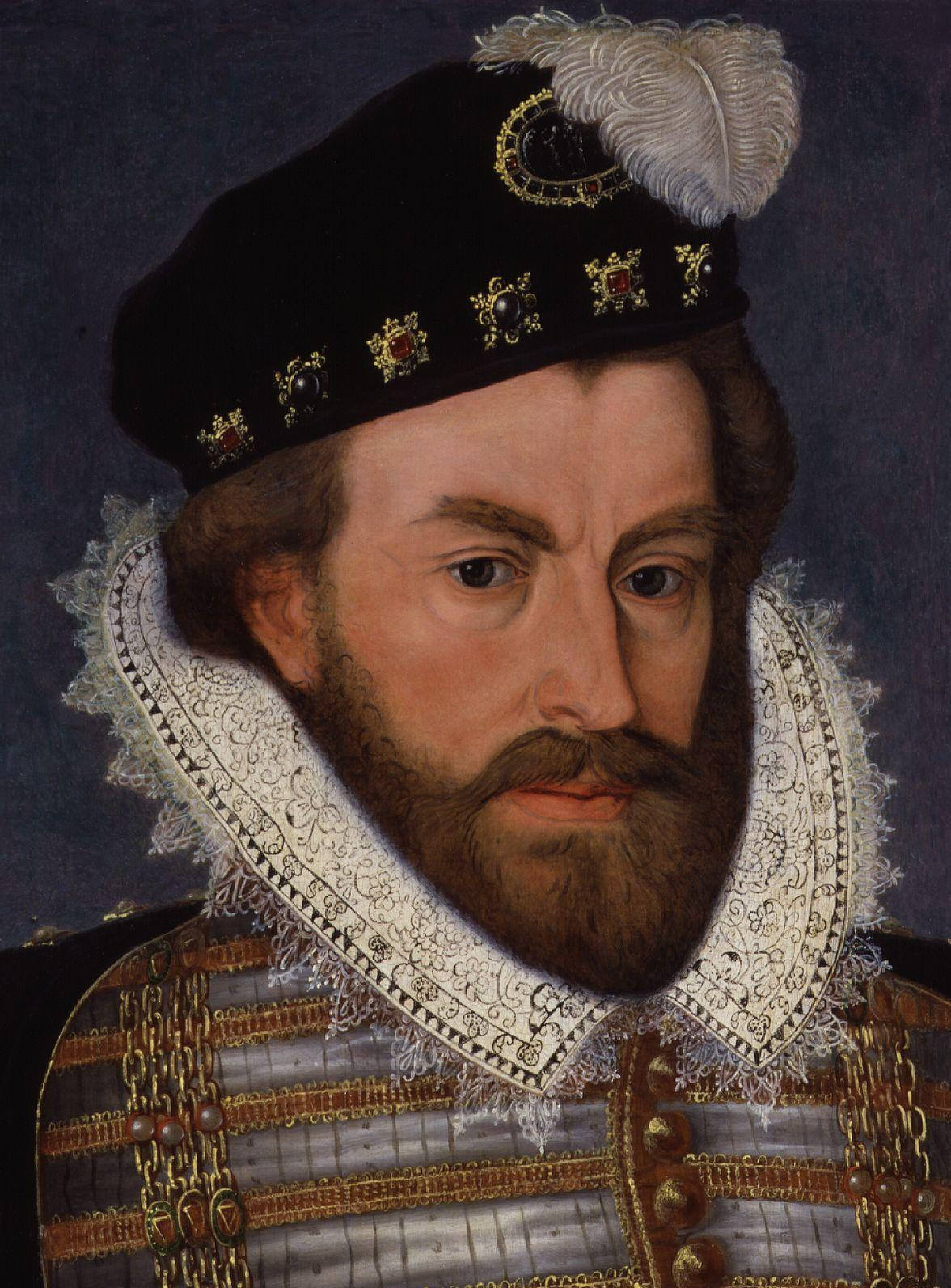
Barett eines Adeligen des 16. Jahrhunderts mit Straußenfeder
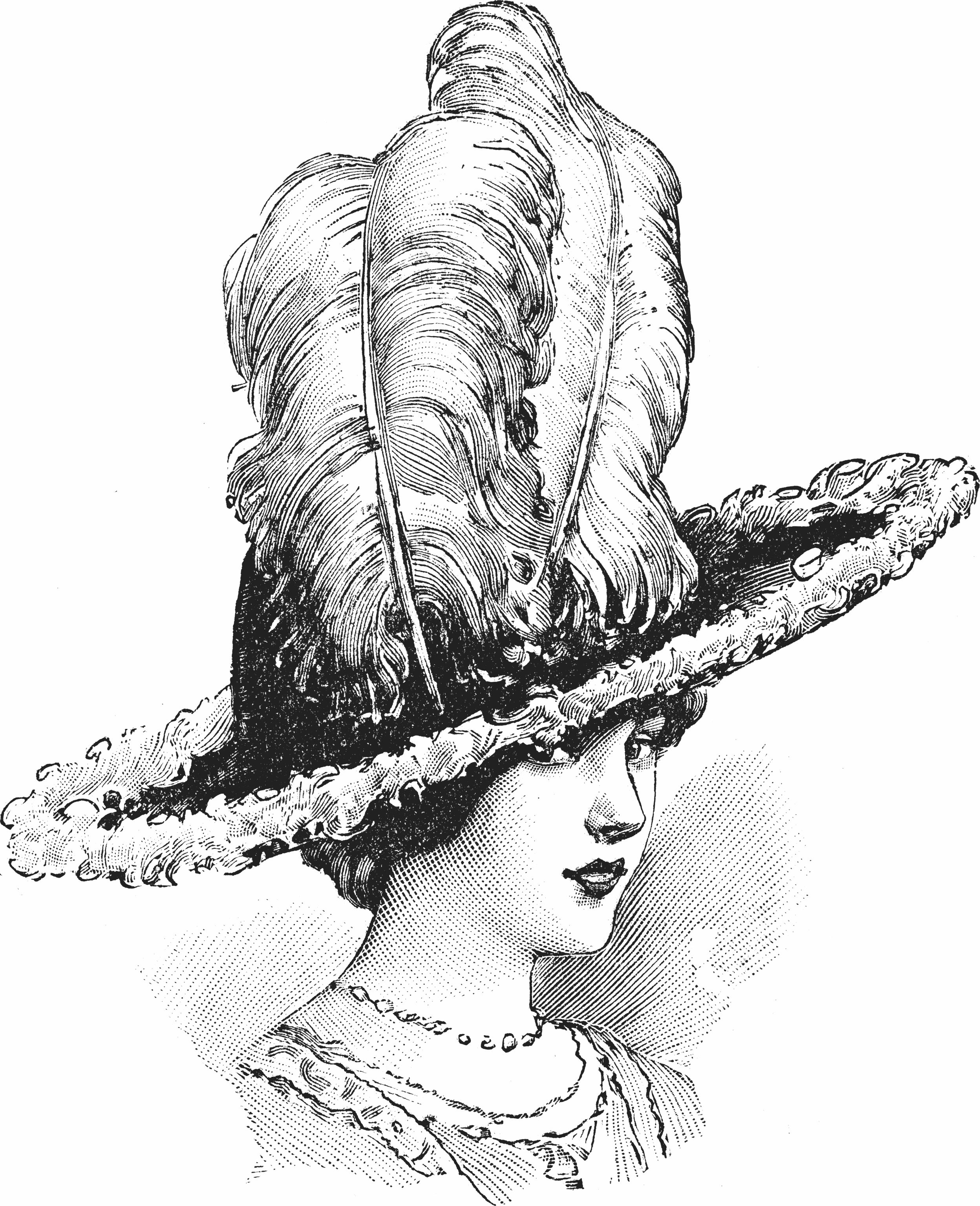
Straußenfederhut (1911)
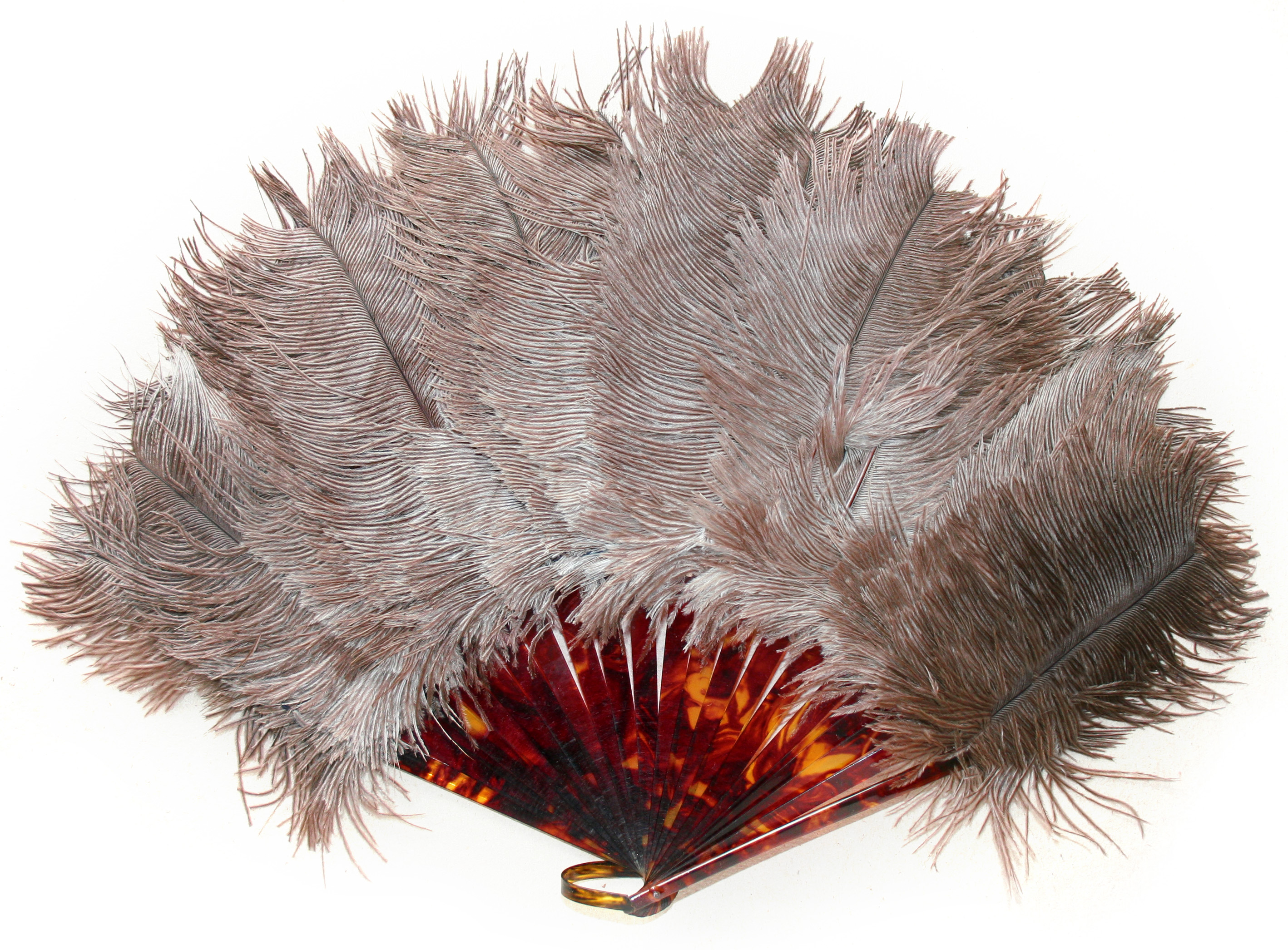
Fächer aus Straußenfedern (um 1920)
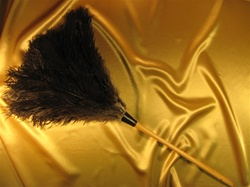
Staubwedel aus schwarzen Straußenfedern

## Heraldik
Auch in der Heraldik kam im 18. und 19. Jahrhundert die Straußenfeder vermehrt auf und fand vor allem als Helmkleinod, seltener auch als Gemeine Figur Verwendung. Als Helmzier sind Straußenfedern vor allem in der polnischen Heraldik und bei den Wappen deutscher Studentenverbindungen verbreitet.
In der Napoleonischen Heraldik wurden die bisherigen Rangkronen durch ein System von Mützen ersetzt, bei denen unter anderem die Zahl der Straußenfedern den Stand des jeweiligen Trägers darstellte. So trugen die Chevaliers eine Feder, Barone drei, Grafen fünf und Herzöge sieben.

Badge des Prince of Wales mit Straußenfedern
Zwei voneinander abgekehrte Straußenfedern (Malsfeld)
Wappen der Gemeinde Sarleinsbach
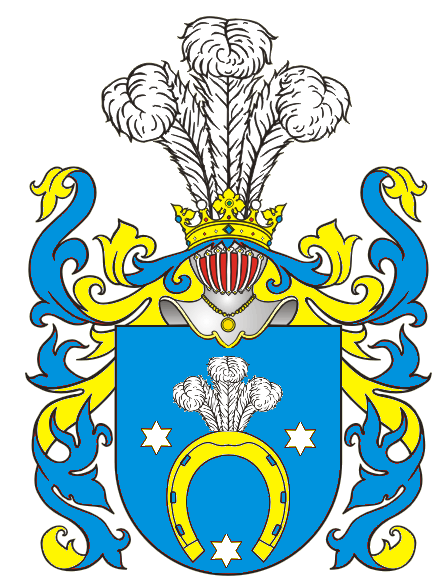
Polnisches Wappen mit Straußenfedern als Helmzier und als Gemeine Figur
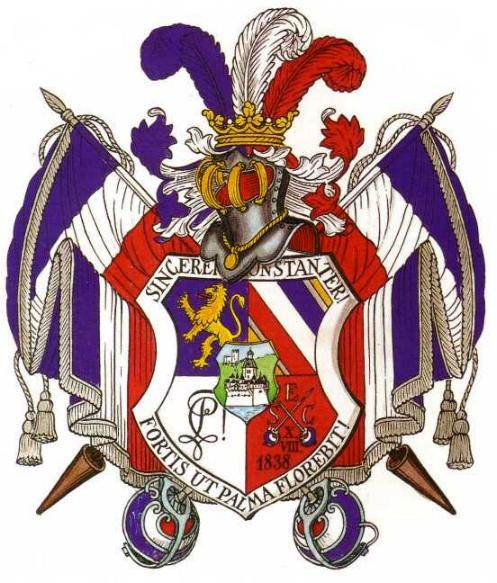
Studentenwappen mit Straußenfedern in Verbindungsfarben